# Портрет Адама Міцкевича на скелі Аюдаг
«Міцкевич на скелі Аю-Даг» — картина Валентія Ваньковича, написана і вперше експонована в 1828 році на виставці в Імператорській Академії мистецтв у Санкт-Петербурзі. Ця картина принесла Ваньковичу популярність. Завдяки міцкевичівській тематиці Ванькович заслужив почесне місце класика польського, литовського та білоруського мистецтва, оскільки першим з художників зберіг для нащадків натхненний образ творця «Гражини», «Світязя», «Пана Тадеуша». Портрет став настільки популярним, що Ваньковичу довелося зробити кілька барвистих копій, в тому числі копію, замовлену героєм картини. Ванькович також створив вдалий образ поета для літографії. Коли в 1829 році Ванькович повернувся до Мінська, він уже вважався відомим художником, автором «Портрета А. Міцкевича».
Приводом для створення картини послужив віршований цикл Адама Міцкевича «Кримські сонети» (1826) і особливо вісімнадцятий сонет «Аюдаг», що починається рядками:

Портрет набув значення маніфесту романтизму в білоруському (литвинському) живописі. У ньому Ванькович досяг професійної сміливості та виявив унікальний талант.

## Опис
Картина намальована вільним і легким мазком, в єдиному потоці форми. Кольори непомітні і поєднуються в тонкі гами багатошарового письма.
Фігура Адама Міцкевича зображена в профіль. Він сперся ліктем на скельний виступ і приклав руку до щоки. Обличчя поета підкреслює густа зачіска з кучерявими бакенбардами. Портрет побудований на поєднанні м'якого, чутливого і водночас рішучого і мужнього начала. М'який вигин шиї переходить у форму жвавого підборіддя. Губи щільно зімкнуті.
Одяг поета складає елегантна світла сорочка, під комір якої і на грудях пов'язаний широкий Шовковий шаль, на плечі накинута Кавказька бурка.
На виступі скелі за плечима поета зображена ліра, яка, за словами Євгена Шунейка, перетворює скелю Аю-Даг на міфологічний Олімп і символізує талант Адама Міцкевича.

## Цікаві факти
Певний час картина зберігалася в картинній галереї Садибо-паркового комплексу Манюшків у Смиловичах.